# Michel Warcholak
Pour les articles homonymes, voir Warcholak.
Michel Warcholak (9 septembre 1933 - 14 février 2016) est un militant politique et syndical français.

## Préface
- Pour une défense nationale au service de la paix, Montreuil, Confédération générale du travail, coll. « Études et documents économiques », 1985, 74 p. (BNF 36618549).